# Паккьони, Антонио
Анто́нио Паккьо́ни (Паккио́ни; итал. Antonio Pacchioni; 13 июня 1665, Реджо-нель-Эмилия — 5 ноября 1726, Рим) — итальянский анатом, известный своими исследованиями головного мозга и открытием в оболочках головного мозга грануляций паутинной оболочки (названных по его имени пахионовыми грануляциями), которые он ошибочно принял за железистые образования.
Паккьони был учеником Мальпиги и свои исследования описал в сочинениях:
- «De durae menyngis fabrica et usu disquisitio anatomica» (Рим, 1700),
- «De glandulis coglobatis durae menyngis humanae» (1705),
- «Dissertationes… cum… responsione illustrandis durae menyngis ejusqae glandularum structurae etc.» (1713),
- «Dissertationes physico-anatomicae de dura menynge humana, novis experimentis et lucubrationibus auctae et illustratae» (Рим, 1721).

Собрание его сочинений было издано в Риме в 1741 году.